# Pupilla

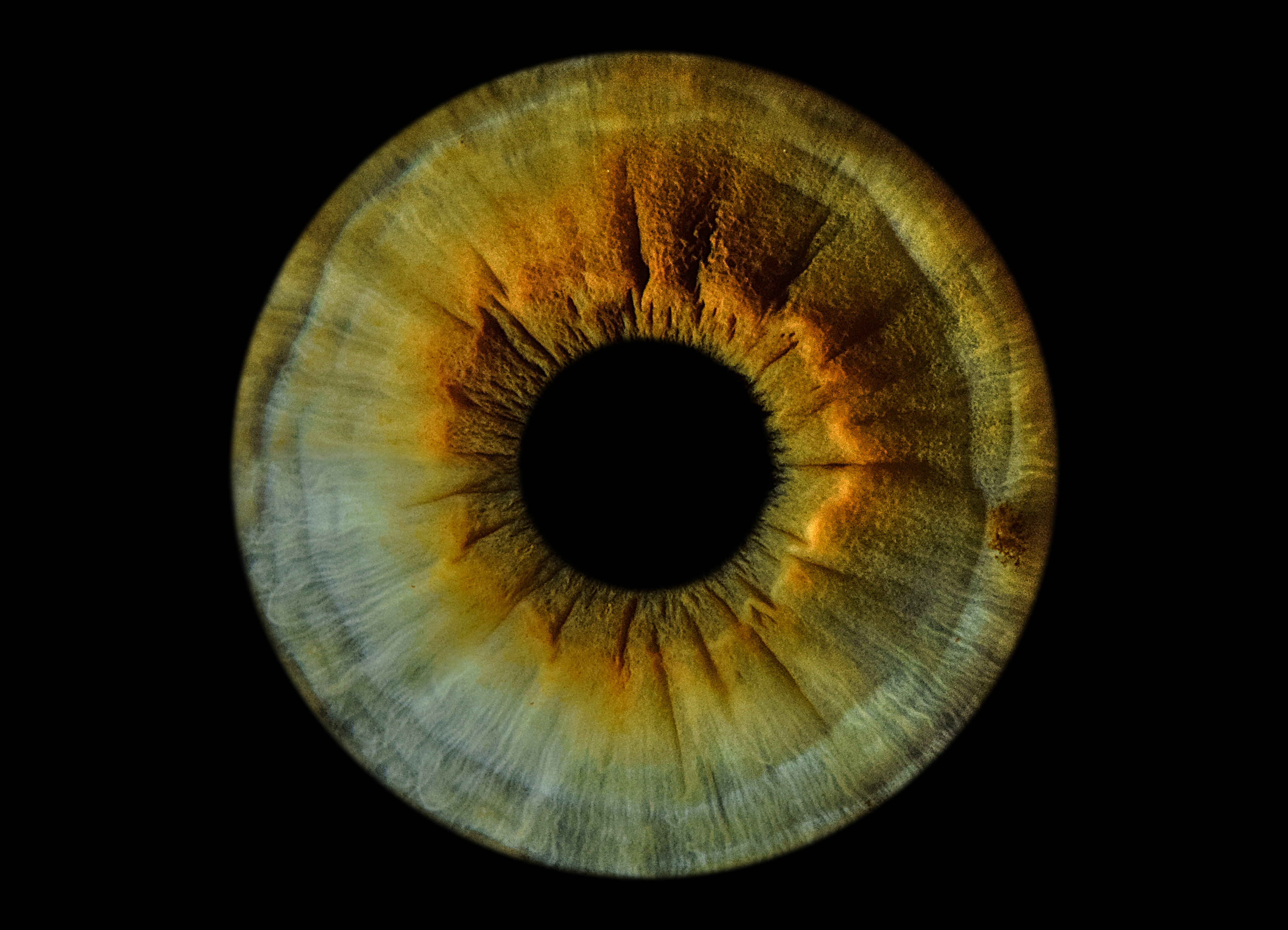
Pupilla dell'iride umano

La pupilla (dal latino pupilla, propr. dim. di pupa "bambola, bambina"; per la piccola immagine che vi si vede riflessa) in anatomia è il foro di diametro variabile situato al centro dell'iride oculare e da esso regolato, che determina la quantità di luce permessa all'interno del bulbo e dunque sulla retina. Le sue dimensioni vengono regolate automaticamente, in base all'intensità luminosa ambientale, dall'apparato di muscoli che dipendono del sistema neurovegetativo: quindi, in un ambiente buio, i muscoli dilatano la pupilla (midriasi) per ricevere maggior quantità di luce, mentre al contrario, in ambienti fortemente illuminati i muscoli tenderanno a restringela (miosi).  

Funzionamento del diaframma

Il funzionamento è esattamente come avviene in un obiettivo fotografico, quando viene aperto o chiuso il diaframma (più o meno automaticamente). E se nell'occhio umano, questo movimento è abbastanza visibile, negli animali notturni e nei predatori è particolarmente accentuato. 
La pupilla, in ottica è riferita alla porzione (in genere circolare) del fascio di luce (supposto proveniente da una sorgente posta a distanza infinita) che può attraversare un sistema ottico (pupilla di entrata), che negli obiettivi semplici coincide con la lente frontale (quasi mai in quelli complessi), oppure con il foro del diaframma; tuttavia, è spesso più importante la pupilla di uscita, che in teoria è l’immagine della pupilla di entrata, prodotta dal sistema ottico, ma è quella che ne determina la luminosità (soprattutto nei sistemi complessi reali).

## Anatomia comparata

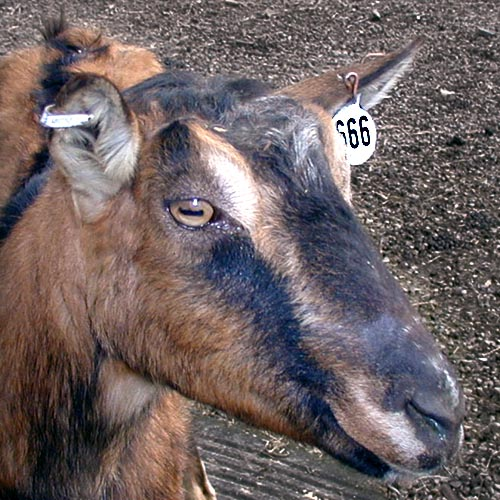
La pupilla di pecore e capre è orizzontale, quasi a forma di ovale rettangolare.

Nell'uomo e in molti animali (ma in pochi pesci) la dimensione della pupilla è controllata dalla contrazione e dalla dilatazione involontaria dell'iride, in modo da regolare l'intensità della luce che entra nell'occhio. Questo fenomeno è conosciuto come riflesso pupillare. Sotto una luce brillante la pupilla umana ha un diametro di circa 1,5 millimetri, sotto una luce fioca il diametro si dilata fino a circa 8 millimetri.
La forma della pupilla varia tra specie. Le forme più comuni sono circolare o a fessura, sebbene forme più convolute possono ritrovarsi nelle specie acquatiche. Le ragioni per la varietà di forme sono complesse: la forma è infatti strettamente collegata alle caratteristiche ottiche del cristallino, alla forma e alla sensibilità della retina e ai requisiti visivi delle specie.
Le pupille a forma di fessura si ritrovano in specie che sono attive in un ampio spettro di livelli di luce: con una luce forte la pupilla si contrae e diventa piccola, ma permette ancora alla luce di essere proiettata su gran parte della retina.
L'orientamento della fessura può essere connesso alla direzione dei movimenti che l'occhio necessita di notar con più sensibilità (in questo modo una pupilla verticale aumenta la sensibilità degli occhi di un piccolo gatto al fuggire orizzontale di un topo). Più stretta è la pupilla più accurata è la percezione della profondità della visione periferica, così restringendola in una direzione si aumenta la percezione della profondità in quel piano. Animali come capre e pecore potrebbero avere sviluppato pupille orizzontali poiché una visione migliore sul piano verticale può essere utile in ambienti montagnosi.
I serpenti terrestri come il boa, il pitone e la vipera hanno pupille a fessura verticale perché li aiuta a cacciare prede sul terreno, mentre serpenti arboricoli hanno pupille circolari. I piccoli gatti e le volpi hanno anche loro pupille a fessura, mentre leoni e lupi hanno pupille circolari nonostante appartengano alla stessa famiglia: alcuni ipotizzano che ciò accada poiché le pupille a fessura sono più vantaggiose per animali che cacciano piccole prede piuttosto che quelle grosse

## Variazione pupillare

Variazione pupilla

Muscoli dell'iride

Il diametro di apertura della pupilla varia in modo autonomo, in risposta a vari stimoli, più spesso luminosi, ma anche chimici; quella umana può variare tra circa 1 e 10 mm di diametro, ma mediamente varierà tra 1,5-2 e 5,5-7 mm. 
Il diametro pupillare può presentarsi in forma omologa nei due occhi (stessa identica apertura), prendendo il nome di isocoria, oppure in forma differenziata, in presenza di anisocoria.
Certe droghe, come l'eroina, quando inalate, ingerite o iniettate nel sangue, provocano il restringimento estremo delle pupille, mentre al contrario, l'astinenza ne provoca in genere una marcata dilatazione.

### Restringimento della pupilla

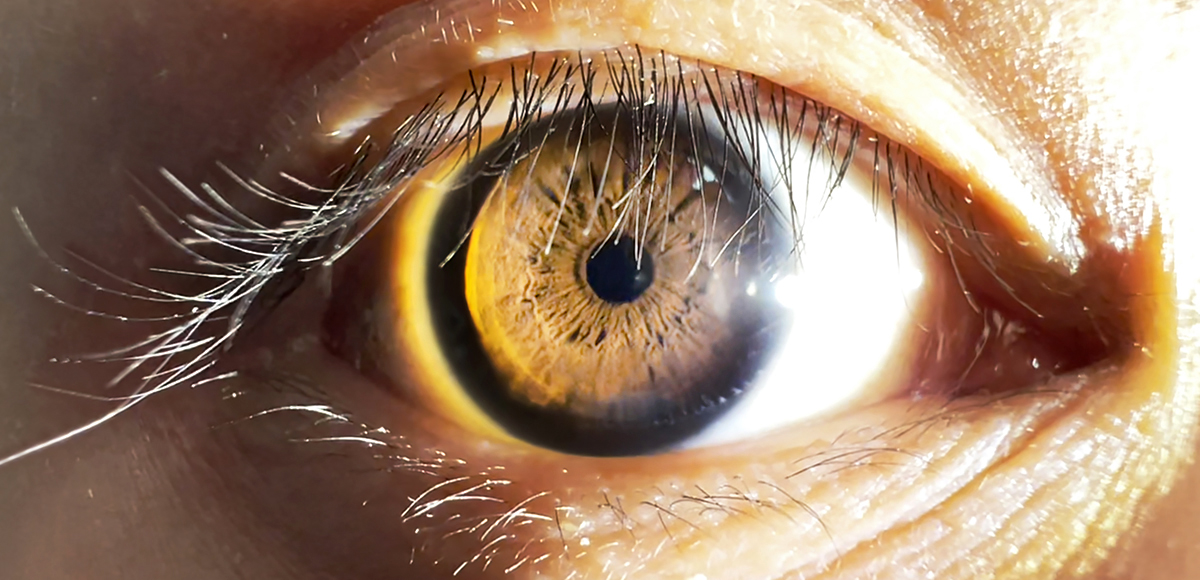
Miosi con luce accesa

Il nervo oculomotore, e specificamente la parte parasimpatica proveniente dal nucleo di Edinger-Westphal, termina sul muscolo sfintere dell'iride: quando questo muscolo si contrae riduce le dimensioni della pupilla.
Altro termine per indicare il restringimento della pupilla è "miosi", dove le sostanze chimiche che causano la miosi sono descritte come miotiche.
Il cosiddetto riflesso pupillare, che protegge la retina da una luce accesa, e che è anche un test importante per valutare la funzionalità del tronco encefalico, avviene quando una luce fulgida brilla sull'occhio, per cui la pupilla si restringerà automaticamente e piuttosto istantaneamente. 
La pupilla, inoltre, tenderà a restringersi quando l'individuo vede un oggetto o una persona che desta in lui rabbia e/o odio.

### Dilatazione della pupilla

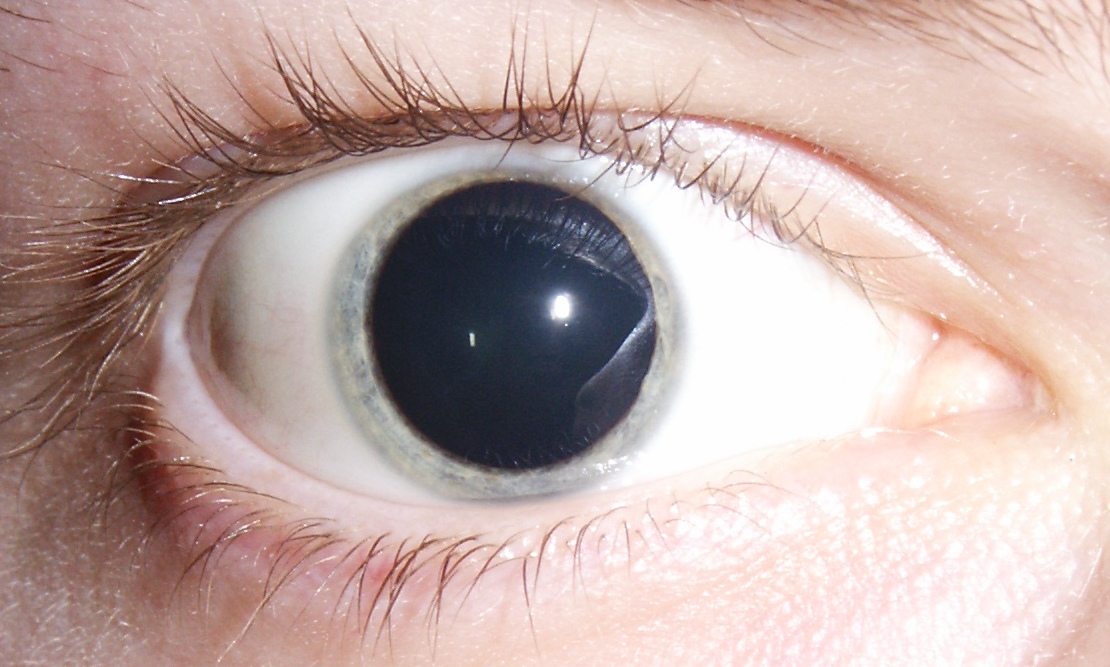
Midriasi

L'aumento del diametro pupillare è determinato dalla contrazione del muscolo dilatatore dell'iride. La dilatazione della pupilla viene definita anche "midriasi" e in genere tempi di dilatazione sono maggiori di quelli per il restringimento.
La midriasi fisiologicamente avviene in condizioni di carenza di luce ambientale: la dilatazione della pupilla infatti permette di aumentare le quantità di luce che entrano nell'occhio e stimolano la retina. Vi sono alcune risposte fisiologiche che causano midriasi, come il riflesso ciliospinale, evocato da uno stimolo nocicettivo (doloroso) a livello del collo: si avrà quindi una dilatazione omolaterale alla zona stimolata (sinistra o destra).
Esistono anche varie sostanze e farmaci in grado di determinare midriasi: uno di questi è l'atropina, un farmaco utilizzato soprattutto in oculistica, ma oggi sostituito da altri composti, simili, con una durata di on-set e di off-set minore.

### Tabella di Luminanza

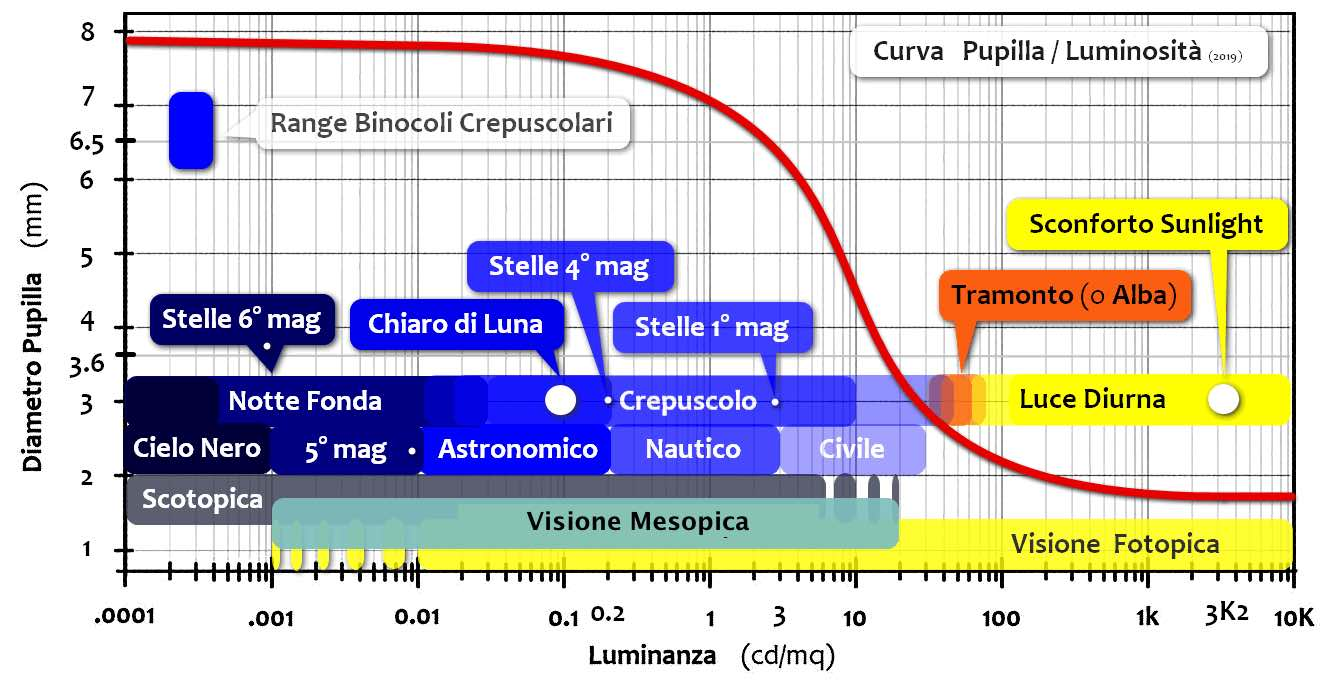
Tabella di Luminanza della visione Scotopica, Mesopica e Fotopica (ed altri riferimenti, come la curva pupillare).

La tabella di luminanza della visione scotopica, mesopica e fotopica a fianco, descrive la curva di apertura e di chiusura media della pupilla (linea rossa), in base all'intensità luminosa (luminanza) ambientale, centrata al crepuscolo e con i riferimenti alla visione fotopica e scotopica (più altri riferimenti caratteristici). 
Alla luce intensa del Sole, la pupilla si troverà alla massima chiusura (tra 1 e 2 mm di diametro), e alla luce crepuscolare tenderà via-via ad aprirsi (tra ~ 2 e 7 mm) fino all'apertura massima possibile (tra 7 e 10 mm), durante la notte fonda (in assenza di luce), ma con una variabilità piuttosto ampia, dei valori massimi, su base individuale.
L'insieme dei valori di apertura della pupilla umana è utilizzato soprattutto nella progettazione coerente degli strumenti ottici per l'osservazione, quali i binocoli e cannocchiali (ma anche telescopi, microscopi o oculari vari, ecc). 

## Patologie della pupilla
Le patologie si suddividono in:

### Fisiche
- Policoria, si verifica la presenza di due o più orifizi pupillari[4]

### Statiche
- Anisocoria
- Miosi
- Midriasi

### Dinamiche
- Areflessia amaurotica
- Areflessia paralitica
- Pupilla di Argyll-Robertson
- Pupilla tonica di Adie
- Fenomeno pupillare di Marcus-Gunn